# Nephthys
Nephthys er, i den ægyptiske mytologi, datter af Nut og Geb og gift med sin bror Seth. Hun er også søster til Osiris og Isis.[1]
Selvom hun var Seths hustru, støttede hun ham ikke ifølge Osirislegenden – faktisk gjorde hun det modsatte; hun hjalp sin søster, Isis, med at finde stykkerne af Osiris' krop.[2]
Hun menes at være Anubis´ mor.[3]

## Afbildning
Hun er vist som en kvinde med symbolerne for "kurv" og "hus" på hovedet.
Hun er afbildet sejlende i begravelsesbåden, ledesaget af de døde, ind i det velsignede land. Hun er ikke ligefrem personificeringen af døden, men hun er det tætteste man kan komme på det i den egyptiske mytologi.[4]